# Abdullah al-Qasemi
Abdullah al-Qasemi (en árabe: عبدالله القصيمي, Buraidah, 1907-El Cairo, 1996) escritor, intelectual y escéptico saudí. 
Fue uno de los intelectuales árabes más controvertidos por convertirse del fundamentalismo islámico y el wahhabismo al ateísmo. Murió en El Cairo de cáncer tras haber sobrevivido a dos intentos de asesinato en el Líbano y Egipto.

## Libros
- El universo juzga a Dios (árabe: الكون يحاكم الإله)
- El orgullo de la historia en crisis (árabe: كبرياء التاريخ في مأزق)
- La revolución wahhabistta: (árabe: الثورة الوهابية)
- La consicencia universal: (árabe: ضمير الكون)